# ئی‌ام‌دی اس‌دابلیو۶۰۰
ئی‌ام‌دی اس‌دابلیو۶۰۰ (انگلیسی: EMD SW600) یک لوکوموتیو دیزلی شانتر ساخت شرکت جنرال موتورز الکترو-موتیو دیزل است.
این لوکوموتیو که مابین سال‌های ۱۹۵۴ تا ۱۹۶۲ تولید میشده دارای ۶ سیلندر و ۶۰۰ اسب بخار قدرت بوده است.